# 8 de janeiro
8 de janeiro é o 8.º dia do ano no calendário gregoriano. Faltam 357 dias para acabar o ano (358 em anos bissextos).

## Eventos históricos

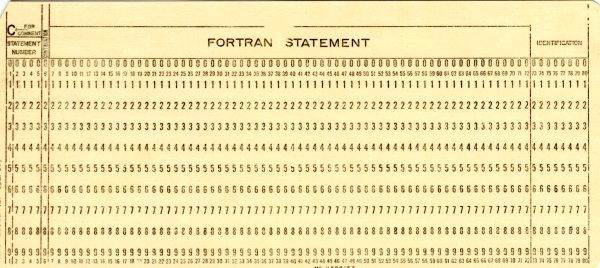
1889: Cartão perfurado.

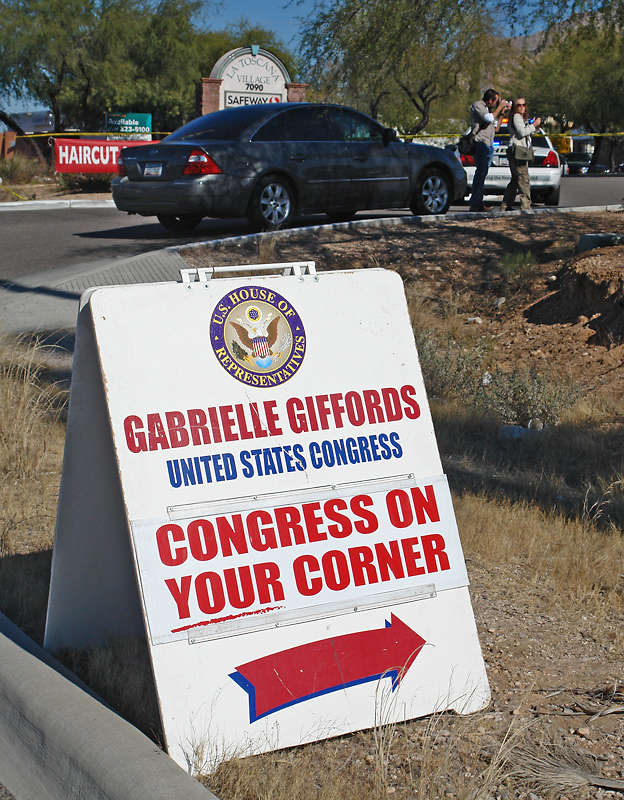
2011: Tiroteio em Casas Adobes, Arizona.

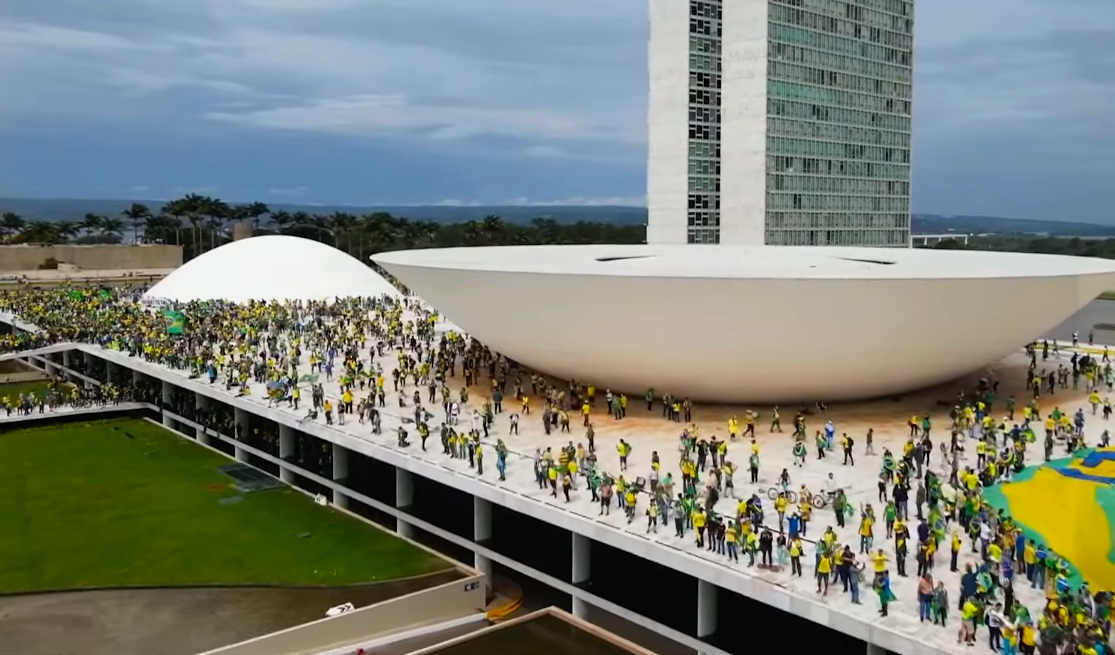
Ataques de 8 de Janeiro no Brasil

- 0307 — Hui de Jin, imperador chinês da dinastia Jin, é envenenado e sucedido por Huaidi.
- 0871 — Etelredo de Wessex e Alfredo, o Grande, lideram um exército saxão ocidental para repelir uma invasão de víquingues de Danelaw.
- 1297 — François Grimaldi, disfarçado de monge, leva seus homens a capturar a fortaleza que protege o Rochedo de Mônaco, estabelecendo sua família como governantes do Mônaco.
- 1454 — Bula pontifícia Romanus Pontifex concede ao Reino de Portugal os direitos exclusivos de comércio e colonização de toda a África ao sul do Cabo Bojador.
- 1499 — Luís XII da França se casa com Ana da Bretanha de acordo com uma lei estabelecida por seu predecessor, Carlos VIII.
- 1547 — O primeiro livro em língua lituana, o Catecismo de Martynas Mažvydas, é publicado em Königsberg.[1]
- 1735 — A estreia da ópera Ariodante de George Frideric Handel ocorre na Royal Opera House, Covent Garden.
- 1790 — George Washington, presidente dos EUA, faz o primeiro discurso do Estado da União na cidade de Nova York.[2]
- 1806 — Colônia do Cabo torna-se uma colônia britânica.
- 1815 — Guerra Anglo-Americana: Batalha de Nova Orleães: Andrew Jackson lidera as forças americanas na vitória sobre os britânicos.
- 1828 — O Partido Democrata dos Estados Unidos é fundado.[3]
- 1877 — Guerras Indígenas nos Estados Unidos: Tȟašúŋke Witkó (Cavalo Louco em português) e seus guerreiros travam sua última batalha contra a Cavalaria dos Estados Unidos em Wolf Mountain, Montana.[4]
- 1889 — Herman Hollerith obtém a patente norte-americana para a calculadora de cartão perfurado.
- 1900 — O presidente norte-americano William McKinley coloca o Alasca sob regime militar.[5]
- 1912 — Fundação do Congresso Nacional Africano, partido político sul-africano.
- 1918 — Woodrow Wilson, presidente dos Estados Unidos, anuncia seus "Quatorze Pontos" para o fim da Primeira Guerra Mundial.
- 1921 — Os restos mortais do último casal imperial brasileiro são repatriados neste país, sendo recebidos com homenagens a memória de D. Pedro II e sua esposa D. Teresa Cristina.
- 1926
  - Príncipe herdeiro Nguyễn Phúc Vĩnh Thuỵ ascende ao trono, como último imperador do Vietnã.
  - Abdalazize ibne Saúde é coroado Rei de Négede e Hejaz.[6]
- 1928 — Fundação do Clube Atlético Bragantino (atualmente Red Bull Bragantino).
- 1936 — O decreto Kashf-e hijab é publicado por Reza Xá, xá (imperador) do Irã, proibindo o uso de véus islâmicos em público.[7]
- 1940 — Segunda Guerra Mundial: o Reino Unido introduz o racionamento de alimentos.[8]
- 1959 — Charles de Gaulle é proclamado o primeiro presidente da Quinta República Francesa.[9]
- 1961 — Na França, um referendo sobre a autodeterminação promovido por Charles de Gaulle para a Argélia é aprovado.[10]
- 1972 — Curvando-se à pressão internacional, o presidente do Paquistão, Zulfikar Ali Bhutto, liberta da prisão o líder bengali Sheikh Mujibur Rahman, que havia sido preso após declarar a independência de Bangladesh.
- 1973
  - Lançamento da missão espacial soviética Luna 21.
  - Caso Watergate: começa o julgamento dos sete homens acusados da entrada ilegal na sede do Partido Democrata em Watergate.
- 1977 — Três bombas explodem em Moscou, Rússia, União Soviética, em 37 minutos, matando sete. Os atentados são atribuídos a um grupo separatista armênio.
- 1981 — Um fazendeiro local relata um avistamento de OVNI em Trans-en-Provence, na França, alegando ser "talvez o mais completo e cuidadosamente documentado avistamento de todos os tempos".
- 1989 — Voo British Midland 092, um Boeing 737-400, cai na autoestrada M1, matando 47 das 126 pessoas a bordo.
- 1994 — Cosmonauta russo Valeri Polyakov na Soyuz TM-18 entra na Mir. Ficaria na estação espacial até 22 de março de 1995, em um tempo recorde de 437 dias no espaço.
- 2003 — O voo 634 da Turkish Airlines cai perto do aeroporto de Diyarbakır, na Turquia, matando toda a tripulação e 70 dos 75 passageiros.
- 2004 — O RMS Queen Mary 2, então o maior transatlântico já construído, é batizado pela neta de seu homônimo, a Rainha Elizabeth II.[11]
- 2009 — Sismo de magnitude 6,1 graus no norte da Costa Rica mata 15 pessoas e fere 32.
- 2010 — Homens armados de uma ramificação da Frente para a Libertação do Enclave de Cabinda atacam um ônibus que transportava a Seleção Togolesa de Futebol para o Campeonato Africano das Nações, matando três pessoas.
- 2011 — Tentativa de assassinato da representante do Arizona, Gabrielle Giffords, e subsequente tiroteio em Casas Adobes, Arizona, em que cinco pessoas foram mortas.
- 2016 — Joaquín Guzmán, amplamente considerado o traficante de drogas mais poderoso do mundo, é recapturado após sua fuga de uma prisão de segurança máxima no México.[12]
- 2020
  - O voo Ukraine International Airlines 752 cai imediatamente após a decolagem do Aeroporto de Tehran-Imam Khomeini; todas as 176 pessoas a bordo morrem. O avião foi abatido por um míssil antiaéreo iraniano.
  - Forças iranianas atacam duas bases militares dos Estados Unidos no Iraque, como forma de retaliação ao ataque aéreo responsável pela morte de Qasem Soleimani.
- 2022 — Desabamento de rochas no município de Capitólio, em Minas Gerais, deixando dez mortos e 32 feridos.[13]
- 2023
  - Ocorre o ataque às sedes dos Três Poderes, tentativa de golpe de Estado perpretada por terroristas e apoiadores bolsonaristas que invadem o Congresso Nacional, Supremo Tribunal Federal e Palácio do Planalto na Praça dos Três Poderes em Brasília.
  - Brasília sofre intervenção federal na segurança devido aos ataques à sede dos três poderes.[14]

## Nascimentos

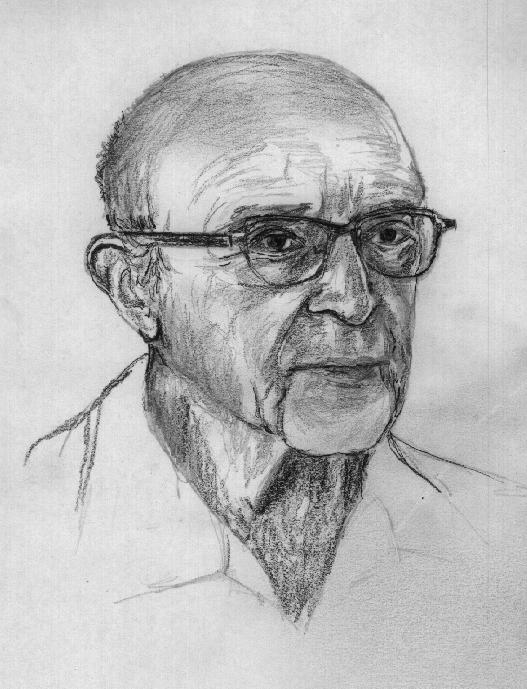
Carl Rogers

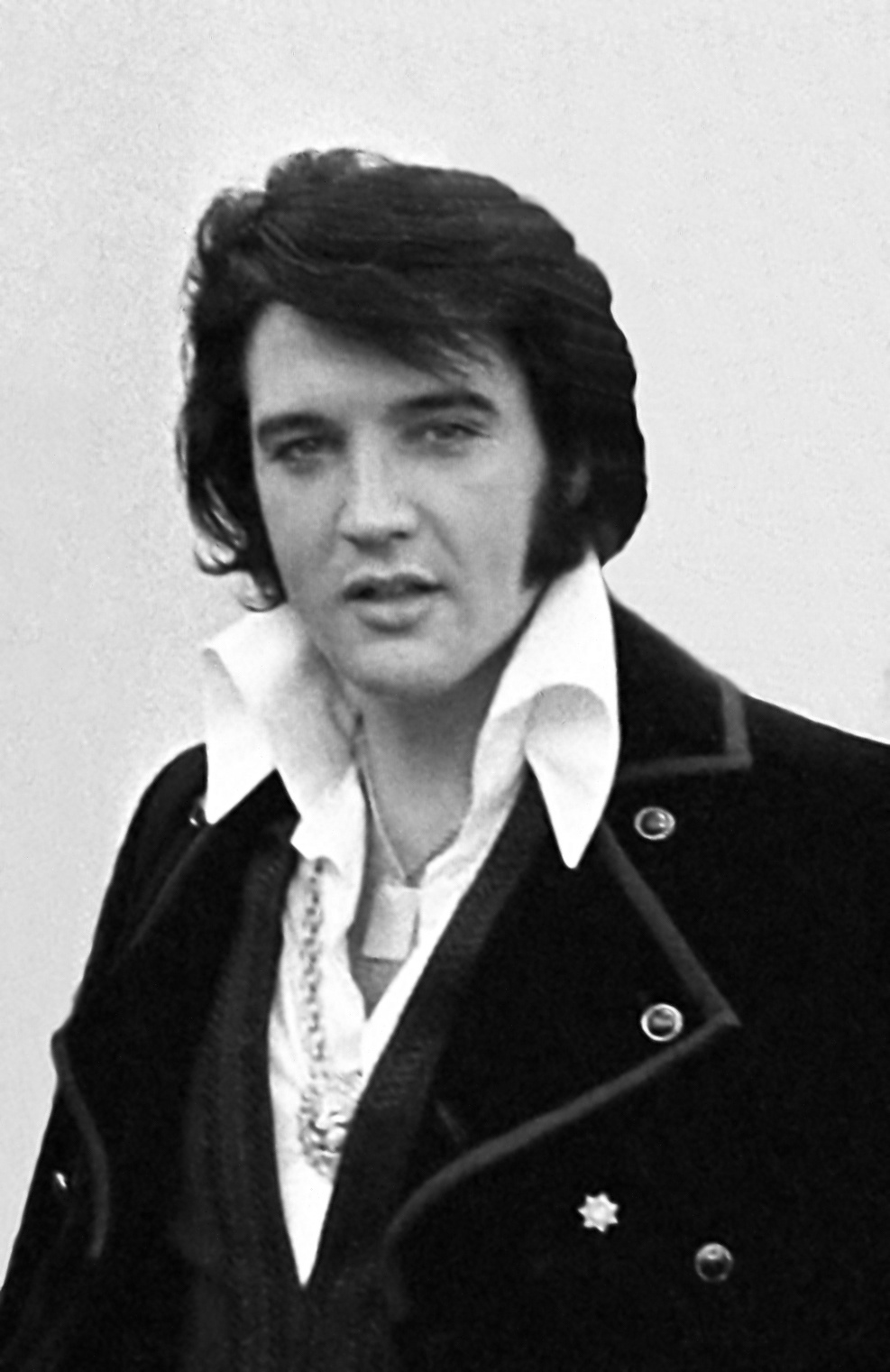
Elvis Presley

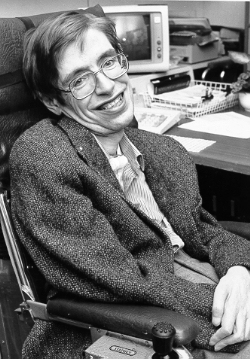
Stephen Hawking

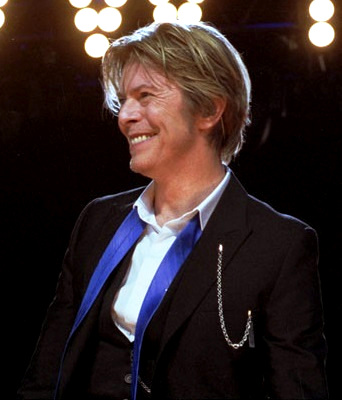
David Bowie

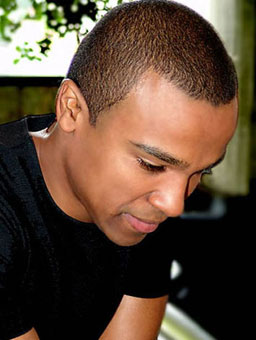
Alexandre Pires

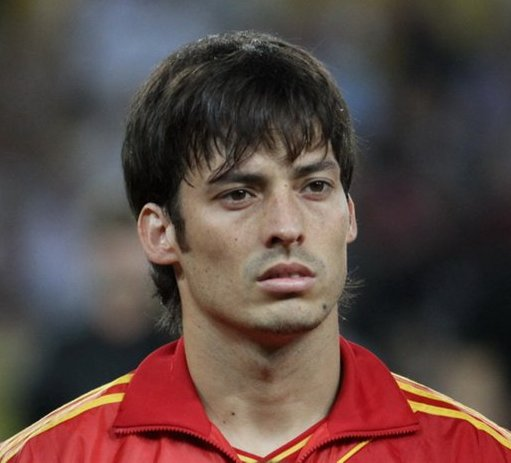
David Silva

### Anteriores ao século XIX
- 1529 — João Frederico II, Duque da Saxônia (m. 1595).
- 1556 — Uesugi Kagekatsu, samurai e senhor feudal japonês (m. 1623).
- 1583 — Simão Episcópio, teólogo e acadêmico neerlandês (m. 1643).
- 1601 — Baltasar Gracián, padre e escritor espanhol (m. 1658).
- 1632 — Samuel Pufendorf, economista e jurista alemão (m. 1694).
- 1635 — Luis Manuel Fernández de Portocarrero, cardeal e político espanhol (m. 1709).
- 1735 — John Carroll, arcebispo norte-americano (m. 1815).
- 1788 — Rodolfo da Áustria, arquiduque e arcebispo austríaco (m. 1831).
- 1792 — Lowell Mason, compositor e educador norte-americano (m. 1872).

### Século XIX
- 1805 — John Bigler, advogado, político e diplomata norte-americano (m. 1871).
- 1812 — Sigismond Thalberg, pianista e compositor suíço (m. 1871).
- 1817 — Theophilus Shepstone, político anglo-sul africano (m. 1893).
- 1821 — James Longstreet, general e diplomata norte-americano (m. 1904).
- 1823 — Alfred Russel Wallace, geógrafo, explorador e biólogo britânico (m. 1913).
- 1824 — Wilkie Collins, romancista, dramaturgo e contista britânico (m. 1889).
- 1830 — Hans von Bülow, pianista e compositor alemão (m. 1889).
- 1836 — Lawrence Alma-Tadema, pintor e acadêmico anglo-neerlandês (m. 1912).
- 1843 — Frederick Abberline, policial britânico (m. 1929).
- 1843 — Gottlieb Mueller, empresário suíço, naturalizado brasileiro (m. 1902)
- 1854 — Samuel Liddell MacGregor Mathers, ocultista britânico (m. 1918).
- 1859 — Fanny Bullock Workman, montanhista, geógrafa e cartógrafa norte-americana (m. 1925).
- 1862 — Frank Nelson Doubleday, editor norte-americano (m. 1934).
- 1864 — Alberto Vítor, Duque de Clarence e Avondale (m. 1892).
- 1866 — William G. Conley, educador e político norte-americano (m. 1940).
- 1867 — Emily Greene Balch, economista e escritora norte-americana (m. 1961).
- 1870 — Primo de Rivera, general e político espanhol (m. 1930).
- 1872 — Nikolai Panin, patinador artístico soviético (m. 1956).
- 1873 — Iuliu Maniu, advogado e político romeno (m. 1953).
- 1883 — Pavel Filonov, pintor e poeta russo (m. 1941).
- 1885 — John Curtin, jornalista e político australiano (m. 1945).
- 1888 — Richard Courant, matemático e acadêmico teuto-americano (m. 1972).
- 1891
  - Walther Bothe, físico e acadêmico alemão (m. 1957).
  - Bronislava Nijinska, dançarina e coreógrafa russa (m. 1972).
- 1894
  - Maximiliano Maria Kolbe, religioso polonês (m. 1941).
  - Edgard Santos, o Reitor Magnífico, professor, médico e político brasileiro (m. 1962).
- 1897 — Dennis Wheatley, soldado e escritor britânico (m. 1977).

### Século XX

#### 1901–1950
- 1902
  - Carl Rogers, psicólogo e acadêmico norte-americano (m. 1987).
  - Geórgiy Malenkov, político russo (m. 1988).
- 1903 — Robert D. Webb, cineasta norte-americano (m. 1990).
- 1904 — Karl Brandt, médico e oficial alemão (m. 1948).
- 1905 — Carl Gustav Hempel, filósofo alemão (m. 1997).
- 1908 — William Hartnell, ator britânico (m. 1975).
- 1912 — José Ferrer, ator e diretor porto-riquenho (m. 1992).
- 1913 — José Demeterco, professor e artista plástico brasileiro (m. 1996).
- 1920 — Jack Günthard, ginasta suíço (m. 2016).
- 1921 — Leonardo Sciascia, escritor italiano (m. 1989).
- 1923 — Joseph Weizenbaum, cientista da computação e escritor teuto-americano (m. 2008).
- 1924 — Ron Moody, ator e cantor britânico (m. 2015).
- 1926 — Evelyn Lear, soprano norte-americana (m. 2012).
- 1929 — Saeed Jaffrey, ator indo-britânico (m. 2015).
- 1931
  - Ozires Silva, engenheiro aeronáutico brasileiro.
  - Bill Graham, empresário teuto-americano (m. 1991).
- 1934
  - Jacques Anquetil, ciclista francês (m. 1987).
  - Roy Kinnear, ator britânico (m. 1988).
- 1935 — Elvis Presley, cantor e ator norte-americano (m. 1977).
- 1936 — Robert May, zoólogo, ecologista e acadêmico anglo-australiano (m. 2020).
- 1937 — Shirley Bassey, cantora britânica.
- 1939 — Carolina Herrera, estilista venezuelano-americana.
- 1941 — Graham Chapman, ator e escritor britânico (m. 1989).
- 1942
  - Junichiro Koizumi, político japonês.
  - Stephen Hawking, físico e escritor britânico (m. 2018).
  - Vyacheslav Zudov, cosmonauta russo (m. 2024).
- 1945 — Mike Sergeant, guitarrista britânico.
- 1946
  - Robby Krieger, músico e compositor norte-americano.
  - Miguel Ángel Félix Gallardo, traficante mexicano.
- 1947
  - David Bowie, cantor, compositor, produtor e ator britânico (m. 2016).
  - Antti Kalliomäki, político e saltador com vara finlandês.
  - Rosa Magalhães, professora, cenógrafa e carnavalesca brasileira (m. 2024).

#### 1951–2000
- 1951 — Kenny Anthony, político santa-lucense.
- 1957 — Julio Ribas, treinador e ex-futebolista uruguaio.
- 1958
  - Betsy DeVos, empresária e política norte-americana.
  - Rey Misterio, Sr., lutador, treinador e ator mexicano (m. 2024).
- 1959 — Paul Hester, baterista australiano (m. 2005).
- 1960 — Dave Weckl, baterista norte-americano.
- 1961 — Calvin Smith, velocista norte-americano.
- 1965
  - Uidemar, ex-futebolista brasileiro.
  - Michelle Forbes, atriz norte-americana.
- 1966 — Andrew Wood, cantora e compositor norte-americano (m. 1990).
- 1967
  - Guilherme Fontes, ator e diretor brasileiro.
  - R. Kelly, cantor, compositor, produtora musical e ex-jogador profissional de basquete norte-americano.
- 1969 — Teresa Salgueiro, cantora portuguesa.
- 1971
  - Jason Giambi, jogador de beisebol norte-americano.
  - Pascal Zuberbühler, futebolista e treinador suíço.
- 1973 — Henning Solberg, automobilista norueguês.
- 1974 — Adriana Bombom, repórter, dançarina, apresentadora e atriz brasileira.
- 1975
  - Olena Hrushyna, patinadora artística ucraniana.
  - Rubens Júnior, ex-futebolista brasileiro.
- 1976 — Alexandre Pires, cantor e compositor brasileiro.
- 1977
  - Amber Benson, atriz, escritora, diretora e produtora norte-americana.
  - Francesco Coco, ex-futebolista italiano.
- 1979
  - Adrian Mutu, futebolista romeno.
  - Seol Ki-hyeon, futebolista e treinador sul-coreano.
  - Stipe Pletikosa, ex-futebolista croata.
  - Simon Colosimo, futebolista australiano.
  - Sarah Polley, atriz e cantora canadense.
  - Torry Castellano, baterista estadunidense.
  - Maya Ford, baixista estadunidense.
- 1980 — Stefano Mauri, futebolista italiano.
- 1981
  - Sebastián Eguren, futebolista uruguaio.
  - Genevieve Cortese, atriz norte-americana.
- 1982
  - Gaby Hoffmann, atriz norte-americana.
  - Cláudio Pitbull, futebolista brasileiro.
  - John Utaka, futebolista nigeriano.
- 1983 — Kim Jong-un, soldado e político norte-coreano.
- 1984 — Leandro Bonfim, futebolista brasileiro.
- 1985 — André Bikey, futebolista camaronês.
- 1986 — David Silva, futebolista espanhol.
- 1988
  - Adrián López Álvarez, futebolista espanhol.
  - Michael Mancienne, futebolista britânico.
  - Alex Tyus, jogador de basquete americano-israelense.
  - Allison Harvard, modelo norte-americana.
- 1991
  - Stefan Johansen, futebolista norueguês.
  - Stefan Savić, futebolista montenegrino.
- 1992 — Koke, futebolista espanhol.
- 1998 — Manuel Locatelli, futebolista italiano.
- 1999 — Damiano David, cantor e compositor italiano.
- 2000
  - Noah Cyrus, atriz norte-americana.
  - Key Alves, jogadora de vôlei e modelo brasileira.

## Mortes

### Anteriores ao século XIX
- 0307 — Hui de Jin, imperador chinês (n. 259).
- 0482 — Severino de Nórica, apóstolo e santo italiano (n. 410).
- 0926 — Etelmo, arcebispo inglês (n. ?).
- 1079 — Adela da França, condessa de Flandres (n. 1009).
- 1107 — Edgar da Escócia (n. 1074).
- 1198 — Papa Celestino III (n. 1106).
- 1324 — Marco Polo, explorador veneziano (n. 1254).
- 1337 — Giotto di Bondone, pintor e arquiteto florentino (n. 1266).
- 1354 — Carlos de Lacerda, nobre francês (n. 1327).
- 1456 — Lorenzo Giustiniani, bispo e santo italiano (n. 1381).
- 1538 — Beatriz de Portugal, Duquesa de Saboia (n. 1504).
- 1557 — Alberto Alcibíades, nobre alemão (n. 1522).
- 1570 — Philibert de l'Orme, escultor e arquiteto francês (n. 1510).
- 1598 — João Jorge, Eleitor de Brandemburgo (n. 1525).
- 1642 — Galileu Galilei, físico, matemático, astrônomo e filósofo italiano (n. 1564).
- 1713 — Arcangelo Corelli, violinista e compositor italiano (n. 1653).
- 1794 — Justus Möser, advogado e jurista alemão (n. 1720).

### Século XIX
- 1825 — Eli Whitney, engenheiro e teórico norte-americano (n. 1764).
- 1830 — Anne Stewart, Condessa de Galloway (n. 1743).
- 1840 — Flora Mure-Campbell, Marquesa de Hastings (n. 1780).
- 1845 — Paulina de Sagan, duquesa de Sagan (n. 1782).
- 1854 — William Carr Beresford, marechal de campo e político britânico (n. 1768).
- 1878 — Nikolai Nekrássov, poeta e crítico russo (n. 1821).
- 1880 — Joshua Norton, empresário anglo-americano (n. 1811).
- 1896 — Paul Verlaine, poeta e escritor francês (n. 1844).

### Século XX
- 1902 — Joaquim Augusto Mouzinho de Albuquerque, militar português (n. 1855).
- 1914 — Simon Bolivar Buckner, general e político norte-americano (n. 1823).
- 1925 — George Bellows, pintor norte-americano (n. 1882).
- 1934 — Andrei Biéli, romancista, poeta e crítico russo (n. 1880).
- 1941 — Robert Baden-Powell, general britânico (n. 1857).
- 1942 — Joseph Franklin Rutherford, advogado e líder religioso norte-americano (n. 1869).
- 1948 — Kurt Schwitters, pintor e designer gráfico alemão (n. 1887).
- 1950 — Joseph Schumpeter, economista e acadêmico tcheco-americano (n. 1883).
- 1952 — Antonia Maury, astrônoma e astrofísica norte-americana (n. 1866).
- 1964 — Martin Stixrud, patinador artístico norueguês (n. 1876).
- 1972 — Wesley Ruggles, cineasta norte-americano (n. 1889).
- 1976 — Zhou Enlai, soldado e político chinês (n. 1898).
- 1980 — John Mauchly, físico e acadêmico norte-americano (n. 1907).
- 1982 — Reta Shaw, atriz estadunidense (n. 1912).
- 1983 — Gerhard Barkhorn, general e aviador alemão (n. 1919).
- 1985 — Araci Cortes, cantora brasileira (n. 1904).
- 1986 — Pierre Fournier, violoncelista e educador francês (n. 1906).
- 1990 — Terry-Thomas, ator e comediante britânico (n. 1911).
- 1991 — Steve Clark, cantor, compositor e guitarrista britânico (n. 1960).
- 1994 — Harvey Haddix, jogador e treinador de beisebol norte-americano (n. 1925).
- 1996
  - François Mitterrand, sargento e político francês (n. 1916).
  - Alberto Frederico Etges, bispo católico brasileiro (n. 1910).
  - Luís Carlos Arutin, ator brasileiro (n. 1933).
- 1997 — Melvin Calvin, químico e acadêmico norte-americano (n. 1911).
- 1998 — Michael Tippett, compositor e maestro (n. 1905).

### Século XXI
- 2002 — Aleksandr Prokhorov, físico e acadêmico australiano-russo (n. 1916).
- 2003 — Ron Goodwin, compositor e maestro britânico (n. 1925).
- 2004 — Delfín Benítez Cáceres, futebolista paraguaio (n. 1910).
- 2006
  - Tony Banks, político britânico (n. 1943).
  - Elson Becerra, futebolista colombiano (n. 1978).
- 2007
  - Jane Bolin, juíza norte-americana (n. 1987).
  - Yvonne De Carlo, atriz e cantora canadense-americana (n. 1922).
  - Irma Álvarez, atriz argentina (n. 1933).
  - Iwao Takamoto, cartunista, produtor e diretor de televisão norte-americano (n. 1925).
- 2009 — Don Galloway, ator norte-americano (n. 1937).
- 2010 — Art Clokey, animador, diretor, produtor e roteirista norte-americano (n. 1921).
- 2011
  - Jiří Dienstbier, jornalista e político tcheco (n. 1937).
  - Thorbjørn Svenssen, futebolista norueguês (n. 1924).
- 2012
  - Alexis Weissenberg, pianista e educador búlgaro-francês (n. 1929).
  - Stefano Scodanibbio, contrabaixista e compositor italiano (n. 1956).
- 2013
  - Kenojuak Ashevak, escultora e ilustradora canadense (n. 1956).
  - Alasdair Milne, diretor e produtor indo-britânico (n. 1930).
- 2015 — Andraé Crouch, cantor, compositor, produtor e pastor norte-americano (n. 1942).
- 2016 — Maria Teresa de Filippis, automobilista italiana (n. 1926).
- 2017
  - Nicolai Gedda, tenor sueco (n. 1925).
  - Akbar Hashemi Rafsanjani, político iraniano (n. 1934).
- 2020 — Buck Henry, ator, roteirista e diretor norte-americano (n. 1930).
- 2022 — Michael Lang, promotor e produtor de concertos americano (n. 1944).
- 2023 — Roberto Dinamite, futebolista brasileiro (n. 1954).
- 2025 — Nancy Leftenant-Colon, enfermeira estadunidense (n. 1920).

## Feriados e eventos cíclicos

### Angola
- Dia Nacional da Cultura

### Brasil
- Dia Nacional da Fotografia e do Fotógrafo

#### Municipais
- Aniversário do Município de São José dos Pinhais, PR
- Aniversário do Município de São João do Triunfo, PR

### Cristianismo
- Abo de Tiflis
- Apolinário Cláudio
- Lorenzo Giustiniani
- Severino de Nórica

### Mitologia
- Dia de Justiça, antiga deusa romana da Justiça – Mitologia romana.

## Outros calendários
- No calendário romano era o 6.º dia (VI) antes dos idos de janeiro.
- No calendário litúrgico tem a letra dominical A para o dia da semana.
- No calendário gregoriano a epacta do dia é xxiii.